# John Magufuli
John Magufuli, né le 29 octobre 1959 et mort le 17 mars 2021, est un homme d'État tanzanien. Plusieurs fois ministre, il est président de la république unie de Tanzanie du 5 novembre 2015 à sa mort en 2021, quelques mois après sa réélection pour un second mandat.

## Situation personnelle
John Pombe Joseph Magufuli naît en 1959, dans le nord-ouest de la Tanzanie (alors Tanganyika), sur les bords du lac Victoria, dans une famille pauvre. Il vit dans une petite maison au toit de chaume, surveillant le bétail et vendant du lait et du poisson pour aider sa famille.
Il étudie ensuite la chimie et les mathématiques, obtenant un doctorat en chimie de l’université de Dar es Salam. Il travaille quelque temps comme enseignant à l'école secondaire de Sengerema, puis comme chimiste industriel.
De confession catholique, il est père de cinq enfants.

## Parcours politique

### Débuts et ascension

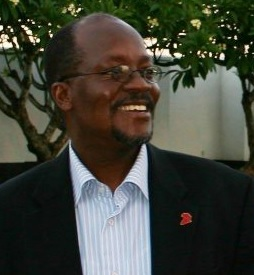
John Magufuli en 2014.

Membre du Chama cha Mapinduzi (CCM), premier parti de Tanzanie, il devient député dans les années 1990.
Entre 2000 et 2015, il est successivement à la tête de différents ministères, à savoir l'Élevage et la Pêche, les Terres, le Logement et les Travaux publics. Il tire de cette période son surnom de « Tingatinga » (le « bulldozer » en swahili) pour son engagement dans la construction de nouvelles routes.

### Président de la République
À 56 ans, il est désigné candidat à l'élection présidentielle de 2015 à la suite d’une élection primaire comptant 38 candidats. Le 29 octobre 2015, il est élu cinquième président de la république de Tanzanie, succédant ainsi à Jakaya Kikwete.
Il est élu sur un programme de « reconquête de la souveraineté économique face aux institutions financières internationales », selon l'universitaire et politologue Rwekaza Mukandala.

#### Politique d'austérité et de lutte contre la corruption
Dès le lendemain de son investiture, John Magufuli entame un vaste plan de réduction des dépenses publiques, en réduisant notamment de 100 000 à 7 000 dollars (92 000 à 6 460 euros) les frais de la cérémonie d’inauguration du nouveau Parlement. 
Il est également à l'origine d'une action pour réduire le budget des événements et des déplacements officiels en limitant le nombre de membres composant les délégations et en interdisant les voyages en classe affaire pour les ministres, ou encore de la suppression des indemnités de séance des députés et de l'annulation des festivités de la fête nationale, traditionnellement célébrée en grande pompe. Magufuli affirme qu'il «est simplement honteux que nous dépensions tant d’argent pour célébrer 54 ans d’indépendance quand notre peuple meurt de choléra» et décide de rediriger l’argent ainsi économisé vers une campagne de nettoyage pour lutter contre le choléra. 
Afin de montrer l’exemple, il réduit son salaire de 15 000  à   4 000 dollars/mois, devenant de ce fait l'un des chefs d’État africains à la rémunération la moins élevée. 
Sa politique détonne sur un continent où, en général, « la corruption et le détournement de fonds publics sont une manière de vivre » dans les milieux dirigeants, selon le quotidien The Citizen. 

#### Projets de développement économique
Le pays a amendé les lois régissant l’attribution des contrats d'exploitation minière, se donnant le droit de les renégocier ou de les rompre en cas de fraude avérée. La nouvelle législation supprime par ailleurs le droit des sociétés minières à recourir à un arbitrage international. Le contentieux fiscal avec l'Acacia Mining, accusée d'avoir sensiblement sous-évalué durant des années sa production d'or, s'est finalement soldé par un accord : la Tanzanie obtient 16 % des parts dans les mines détenues par la multinationale. En revanche, cette politique de lutte anti-corruption a aussi « effrayé les investisseurs, qui craignent désormais d'avoir affaire à la justice tanzanienne, et affaibli la croissance », selon Zitto Kabwe, l'un des responsables du parti d'opposition Chadema.
Le gouvernement tanzanien s'engage dans un vaste programme de développement des infrastructures, en particulier ferroviaires. Le petit port de pêche de Bagamoyo, auquel 10 milliards de dollars d'investissement ont été attribués, devrait devenir le plus grand port d'Afrique en 2030. Magufuli a également lancé la construction d’un immense projet hydroélectrique censé doubler la production d’électricité du pays, inauguré de nombreuses routes et ponts et développé la compagnie aérienne nationale. La Tanzanie tend à se rapprocher de la Chine, qui promet de soutenir des projets économiques. En réaction à cette nouvelle orientation diplomatique et au manquement à la démocratie, les États-Unis suspendent leur participation au Millennium Challenge Account, un fonds de développement bilatéral.
Sous sa présidence, la Tanzanie connait l'une des plus fortes croissances économiques du continent (6 % en moyenne par an selon le FMI) et quitte la catégorie des pays à faible revenu pour passer dans celle des pays à revenu intermédiaire. 

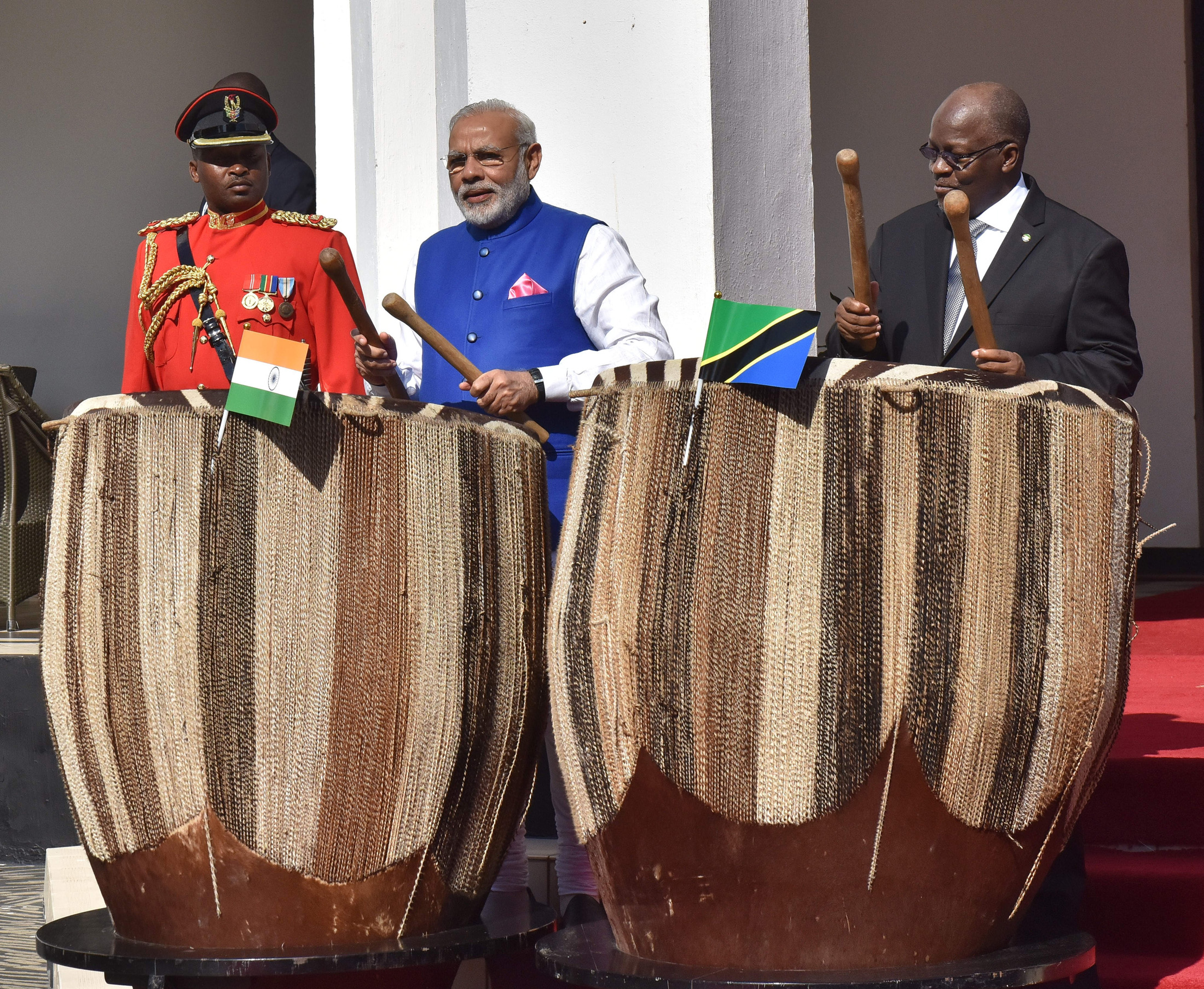
John Magufuli avec le Premier ministre de l'Inde, Narendra Modi, en 2016.

#### Problématiques environnementales
À partir de 2016, les autorités intensifient leurs efforts en matière de protection des espèces menacées. Les populations d’éléphants et de rhinocéros sont depuis en augmentation.

#### Tournant autoritaire
Même si le même parti dirige le pays depuis l’indépendance, la Tanzanie était jusqu'en 2015 considérée comme relativement démocratique. Confronté à une opposition qui était montée à 40 % des voix lors de l'élection présidentielle organisée cette année-là, John Magufuli entame ensuite un tournant autoritaire visant la presse, l'opposition et ses rivaux au sein de son parti. Le pays chute alors dans les classements internationaux en matière de droits de l'homme et de liberté de la presse.
En 2015, le gouvernement adopte une nouvelle loi anti-cybercriminalité pour encadrer les nouvelles formes de criminalité pour le web. Néanmoins l'application de la loi menace la liberté d'expression des citoyens, arrêtés et jugés pour « insulte au président » sur les réseaux sociaux et les applications de messagerie instantanée. 
À partir de 2016, le pouvoir en place met en place une forte régulation de l'information : six chaînes de télévision, 21 stations de radios et plusieurs journaux auraient ainsi été suspendus pour avoir critiqué la nouvelle administration. 
Le 26 mars 2018, six membres du Chama cha Demokrasia na Maendeleo (Chadema), le principal parti d’opposition, dont le président du parti Freeman Mbowe sont arrêtés et inculpés pour « appel à la haine » à la suite d'une manifestation le 16 février.
En septembre 2018, John Magufuli déclare que ceux qui utilisent de la contraception sont trop lâches pour alimenter une grande famille. Il encourage ainsi la population à ignorer les conseils sur la contraception, estimant qu'ils viennent souvent des étrangers avec des motifs jugés malfaisants,, La déclaration a fait l'objet de critiques, entre autres d'Amnesty International.
En 2020, il est réélu à l'issue d'un scrutin considéré comme truqué par plusieurs observateurs internationaux, obtenant officiellement 84 % des voix, tandis qu'au Parlement, son parti décroche 99 % des sièges,.
Le journaliste d'investigation Khalifa Said souligne que son héritage est controversé : « Certains le voient comme un héros prêt à se sacrifier pour son peuple, comme un homme qui s’est levé contre l’impérialisme des entreprises étrangères et qui a déclaré la guerre à la corruption. Mais d’autres le considèrent comme un dictateur qui a piétiné tous les principes démocratiques ».

#### Pandémie de Covid-19
Les universités ont été fermées et les événements sportifs suspendus jusqu'en juin 2020. Ils reprennent à cette date assortis toutefois de mesures de distanciation sociale.
« Coronasceptique», il estime que la Tanzanie est préservée de la pandémie de Covid-19. Il déclare notamment : « Le virus a été totalement éliminé par Dieu grâce aux prières des Tanzaniens ». Il demande aux forces de sécurité de tester à l'aveugle les kits de test PCR du coronavirus avec des prélèvements sur des chèvres, papayes, moutons et huile moteur ; selon lui, tous ces tests se révèlent positifs à la Covid-19,.
À l’approche des élections présidentielle et législatives de 2020, les chiffres sur le nombre de personnes contaminées ne sont plus communiqués, tandis que les médias se contentent de relayer la communication gouvernementale. Un journaliste et un média ayant publié des informations au sujet de la pandémie sont poursuivis, alors que la Tanzanie est passée, dans le classement mondial de la liberté de la presse établi par Reporters sans frontières, de la 75e place en 2015 à la 124e en 2020.

#### État de santé et mort
À partir de la fin du mois de février 2021, il n’est plus vu en public, ce qui suscite des interrogations quant à son état de santé,, l'opposition, des internautes et certains journalistes locaux affirmant qu'il est atteint de la Covid-19,.
Le 17 mars 2021, la vice-présidente, Samia Suluhu, annonce à la télévision tanzanienne que John Magufuli, âgé de 61 ans, est mort des suites de problèmes cardiaques à l'hôpital Emilio Mzena de Dar es Salam, où il était soigné. Samia Suluhu devient alors présidente pour la durée restante de son mandat,.
Fin mars, ses obsèques ont lieu en présence de nombreux chefs d'État africains. Un hommage national est aussi organisé au stade Uhuru de Dar es Salaam, où son corps est exposé et qui réunit plusieurs dizaines de milliers de Tanzaniens, une quarantaine de personnes trouvant la mort dans une bousculade. La dépouille est ensuite transportée à Zanzibar, Mwanza puis Geita, et finalement enterrée à Chato, où John Magufuli est né.

## Hommages
Les compositrices et chanteuses de gospel tanzaniennes Martha Mwaipaja et Sister Joan composent à la suite de son décès Tusilie Tanzania (R.I.P Magufuli), et les Tanzania All Stars avec à leur tête Diamond Platnumz et 22 autres artistes lui rendent hommage avec un titre intitulé Lala Salama (Magufuli).